# Bengt Berger (skådespelare)
Bengt Johan Berger född 22 april 1922 i Hedvig Eleonora församling, Stockholm, död 3 december 1986 i Saltsjöbaden, var en svensk skådespelare.
Bengt Berger var son till civilingenjören Einar Berger och Elin Nilsson.
Berger filmdebuterade 1944 i Thor Modéens Fattiga riddare, och han kom att medverka i 15 filmer. Men mest känd var Berger som medarbetare till Knäppupp, han medverkade bland annat i revyn Dax igen (1962–1963) i vilken han framkallade stora skrattsalvor som riddaren med talfel i förspelet.
Han avled ogift och är begravd på Norra begravningsplatsen utanför Stockholm.

## Filmografi
- 1944 – Släkten är bäst
- 1944 – Fattiga riddare
- 1946 – Hotell Kåkbrinken
- 1946 – Bröllopet på Solö
- 1947 – Här kommer vi
- 1947 – Två kvinnor
- 1949 – Bohus Bataljon
- 1949 – Bara en mor
- 1952 – Kalle Karlsson från Jularbo
- 1957 – Kortknäpp (kortfilm)
- 1958 – Den store amatören
- 1959 – Sköna Susanna och gubbarna
- 1970 – Prinskorv med äggröra
- 1971 – Niklas och Figuren
- 1972 – Anderssonskans Kalle
- 1977 – Semlons gröna dalar (TV-serie)
- 1979 – Repmånad

## Teater

### Roller
| År   | Roll         | Produktion                                                         | Regi           | Teater             |
| ---- | ------------ | ------------------------------------------------------------------ | -------------- | ------------------ |
| 1958 | En blek kock | Funny Boy, revy Hasse Ekman och Povel Ramel                        | Hasse Ekman    | Idéonteatern       |
| 1962 | Medverkande  | Dax igen Povel Ramel                                               | Herman Ahlsell | Idéonteatern Turné |
| 1964 | Medverkande  | Nya ryck i snöret, revy Emil Norlander, Povel Ramel, Beppe Wolgers | Åke Falck      | Idéonteatern       |
| 1966 | Medverkande  | På avigan, revy Povel Ramel                                        | Hasse Ekman    | Idéonteatern       |

### Fotnoter
1. ↑  ”Bengt Berger”. Svensk Filmdatabas. Svenska Filminstitutet. http://sfi.se/sv/svensk-filmdatabas/Item/?type=PERSON&itemid=215583&ref=%2ftemplates%2fSwedishFilmSearchResult.aspx%3fid%3d1225%26epslanguage%3dsv%26searchword%3dBengt+Berger%26type%3dPerson%26match%3dBegin%26page%3d1%26prom%3dFalse. Läst 4 oktober 2012.
2. ↑   Rotemannen 2 (Version 2.0). Stockholm: Stadsarkivet. 2015. Libris 18750450
3. ↑  ”Dags igen” (video). Öppet arkiv. Sveriges Television. 3 oktober 1964. https://www.oppetarkiv.se/video/2911845/dax-igen. Läst 29 juli 2017.
4. ↑   Begravda i Sverige (Version 2.0). Sundbyberg: Sveriges släktforskarförbund. 2012. Libris 13517533. ISBN 9789187676710